# Littenseradiel
Littenseradiel (en néerlandais, Littenseradeel), est une ancienne commune néerlandaise de la Frise. La langue officielle de la commune étant le frison, tous les villages de la commune portent officiellement un nom frison occidental. Les noms néerlandais sont considérés comme des exonymes.